# Carlos Salces
Carlos Salces (Ciutat de Mèxic, 29 de febrer de 1972) és un actor, director, guionista, productor i editor de cinema mexicà.

## Biografia
Va començar la seva carrera cinematogràfica als 11 anys, rodant per Raúl Busteros a Redondo. Molt aviat va iniciar un curs autodidàctic de creació de breus documentals, dominant els aspectes essencials del procés de creació: direcció, guió, edició, producció. El seu primer llargmetratge independent va ser Aquí no pasa nada el 1990.
Als anys noranta, en la XXXVII edició dels Premis Ariel de 1995 i en les Diosas de Plata del mateix any va guanyar el premi a la millor edició per Bienvenido-Welcome i quaranta premis per En el espejo del cielo. Las olas del tiempo també va tenir força èxit.
Zurdo, el seu primer llargmetratge professional, també va guanyar premis: quatre Ariels, tres Diosas de Plata i el premi del jurat i la premsa al Festival de Cinema Iberoamericà de Montreal de 2004.

## Filmografia
Com actor
- 1986: Redondo de Raúl Busteros
- 1992: El bulto de Gabriel Retes
- 1995: Bienvenido-Welcome de Gabriel Retes
- 1996: Cuarto oscuro d'ell mateix

Com a director
- 1992: Mi primer año
- 1992: Aquí no pasa nada
- 1996: Cuarto oscuro
- 1998: En el espejo del cielo
- 2000: Las olas del tiempo
- 2003: Zurdo
- 2004: 6M